# Сектет

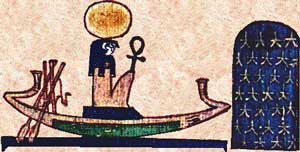
Човен, в якому Ра подорожує денним небом

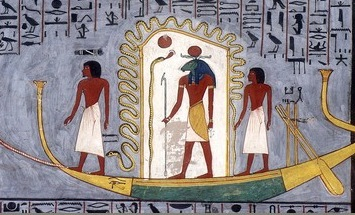
Човен, в якому Ра подорожує підземним світом

Сектет — в єгипетській міфології один з двох човнів, в якому Ра з сонячним диском над головою щодня подорожував небом. Після подорожі в човні Атет, в якому Ра перебував з ранку до полудня, він пересідає в човен Сектет, в якому мандруватиме з полудня і до сутінків. У нічний час Ра вирушає в подорож підземним світом, в якому його чекають запеклі битви з його численними ворогами і найголовнішим ворогом - змієм Апепом.